# Dango Ouattara
Dango Aboubacar Faissal Ouattara (Ouagadougou, 11 februari 2002) is een Burkinees voetballer die bij voorkeur als vleugelspeler speelt. Hij tekende in 2023 voor AFC Bournemouth. In 2021 debuteerde Ouattara voor Burkina Faso.

## Clubcarrière
FC Lorient haalde Ouattara in 2020 weg bij Majestic FC. Op 20 mei 2021 tekende hij zijn eerste profcontract. Op 8 augustus 2021 debuteerde hij in de Ligue 1 tegen Saint-Étienne. In januari 2023 tekende Ouattara een contract tot medio 2028 bij AFC Bournemouth. Op 15 april 2023 scoorde hij zijn eerste doelpunt in de Premier League tegen Tottenham Hotspur.

## Interlandcarrière
In december 2021 debuteerde Ouattara voor Burkina Faso tegen Mauritanië. In januari 2022 maakte hij zijn eerste interlanddoelpunt in de kwartfinale van de Afrika Cup tegen Tunesië.